# توم بيروتا
توم بيروتا (بالإنجليزية: Tom Perrotta)‏ (13 أغسطس 1961 في الولايات المتحدة)؛ كاتِب، سيناريست وروائي أمريكي.

## روابط خارجية
- توم بيروتا على موقع IMDb (الإنجليزية)
- توم بيروتا على موقع قاعدة بيانات الفيلم (الإنجليزية)